# 盒中氣體
在量子力學裏，盒中氣體（Gas in a box）是一个理论模型，指的是在一個盒子內，一群不會互相作用的粒子。盒子內的位勢為零，盒子外的位勢為無限大。這些粒子永遠地束縛於盒子內，無法逃出。靠著粒子與粒子之間數不盡的瞬時碰撞，盒中氣體得以保持熱力平衡狀況。盒中氣體這個簡單的理論模型可以用來描述經典理想氣體，也可以用來描述各種各樣的量子理想氣體，像費米氣體、玻色氣體、黑體輻射、等等。
應用馬克士威-玻茲曼統計、玻色-愛因斯坦統計、與費米-狄拉克統計的理論結果，取非常大的盒子的極限，表達能量態的簡併為一個微分，然後以積分來總合每一個能量態，再用配分函數或大配分函數計算氣體的熱力性質。這計算的結果可以用來分析正質量粒子氣體或零質量粒子氣體的性質。
此篇文章是盒中粒子理論的進階。閱讀此篇文章前，必須先了解盒中粒子理論。

## 量子數極大近似
對於正質量或零質量的盒中粒子，其量子態是以一組量子數來枚舉的。在三維空間裏，這一組量子數是正整數{\displaystyle \mathbf {n} =(n_{x},\,n_{y},\,n_{z})\,\!}；其中，{\displaystyle x,\,y,\,z\,\!}是三維空間的坐標軸標籤。量子態的波函數的波數向量{\displaystyle \mathbf {k} =(k_{x},\,k_{y},\,k_{z})\,\!}是
{\displaystyle \mathbf {k} ={\frac {\mathbf {n} \pi }{L}}\,\!}；
其中，{\displaystyle L\,\!}是盒子的邊長。
粒子的每一個可能的量子態，可以想像為處於一個三維{\displaystyle \mathbf {k} \,\!}-空間的一點，坐標是{\displaystyle (k_{x},\,k_{y},\,k_{z})\,\!}。每一點離最近鄰點的距離是{\displaystyle {\frac {\pi }{L}}\,\!}。在這三維{\displaystyle \mathbf {k} \,\!}-空間內，每一個量子態佔據了{\displaystyle {\frac {\pi ^{3}}{L^{3}}}\,\!}的{\displaystyle \mathbf {k} \,\!}-空間。從{\displaystyle \mathbf {k} \,\!}-空間的原點到{\displaystyle \mathbf {k} \,\!}的距離是
{\displaystyle k={\cfrac {{\sqrt {n_{x}^{2}+n_{y}^{2}+n_{z}^{2}}}\ \pi }{L}}={\frac {n\pi }{L}}\,\!}。
假設{\displaystyle f\,\!}是每種粒子內涵的自由度。當粒子遇到碰撞時，{\displaystyle f\,\!}是粒子可以被改變的自由度。那麼，每一組量子數設定了{\displaystyle f\,\!}個量子態。這{\displaystyle f\,\!}個量子態佔據了{\displaystyle {\frac {\pi ^{3}}{L^{3}}}\,\!}的{\displaystyle \mathbf {k} \,\!}-空間。例如，一個自旋為{\displaystyle 1/2\,\!}的粒子，有兩個自旋態，自由度為{\displaystyle f=2\,\!}。
假定系統的量子數極大，則可以將量子數視為連續值。那麼，波數小於或等於{\displaystyle k\,\!}的量子態的數量大約為
{\displaystyle g=f\left({\frac {1}{8}}\right)\left({\frac {4\pi k^{3}}{3}}\right)\left({\frac {L}{\pi }}\right)^{3}={\frac {fV}{6\pi ^{2}}}k^{3}\,\!}；
其中，{\displaystyle V=L^{3}\,\!}是盒子容積。
這只是{\displaystyle f\,\!}乘以一個半徑為{\displaystyle k\,\!}的圓球容積的八分之一的乘積。請注意這裏只有用到{\displaystyle k_{x},\,k_{y},\,k_{z}\,\!}為正值的圓球部分，{\displaystyle k\,\!}-圓球的八分之一。所以，波數在{\displaystyle k\,\!}與{\displaystyle k+dk\,\!}之間的量子態的數量大約為
{\displaystyle dg={\frac {fV}{2\pi ^{2}}}k^{2}dk\,\!}。
注意到在使用這連續近似的同時，我們也失去了計算低能量量子態特性的能力，包括基態{\displaystyle n=1\,\!}。對於大多數的案例，這不是問題。可是，當思考像玻色-愛因斯坦凝聚這類的問題時，由於大部分的氣體處於基態或其鄰近量子態，低能量量子態的影響變得很重要。
不使用連續近似，能量為{\displaystyle \epsilon _{i}\,\!}的粒子的數量{\displaystyle N_{i}\,\!}為
{\displaystyle N_{i}={\frac {g_{i}}{\Phi }}\,\!}；
其中，{\displaystyle g_{i}\,\!}是狀態{\displaystyle \psi _{i}\,\!}的簡併度，{\displaystyle \Phi \,\!}是統計方程式：
| *馬克士威-玻茲曼統計： | {\displaystyle \Phi =e^{\beta (\epsilon _{i}-\mu )}\,\!}，   |
| *玻色-愛因斯坦統計：   | {\displaystyle \Phi =e^{\beta (\epsilon _{i}-\mu )}-1\,\!}， |
| *費米-狄拉克統計：     | {\displaystyle \Phi =e^{\beta (\epsilon _{i}-\mu )}+1\,\!}。 |
其中，{\displaystyle \beta =1/K_{B}T\,\!}，{\displaystyle K_{B}\,\!}是玻茲曼常數，{\displaystyle T\,\!}是溫度，{\displaystyle \mu \,\!}是化學勢。
使用連續近似，波數在{\displaystyle k\,\!}與{\displaystyle k+dk\,\!}之間的粒子的數量{\displaystyle dN\,\!}為
{\displaystyle dN={\frac {dg}{\Phi }}={\frac {fV}{2\pi ^{2}}}\,{\frac {k^{2}}{\phi }}~dk\,\!}。(1)

## 能量分佈函數
有了前面幾段文章導引出來的結果，我們現在可以開始計算盒子氣體的某些分佈函數。
粒子的{\displaystyle A\,\!}值在{\displaystyle A\,\!}與{\displaystyle A+dA\,\!}之間的機率是
{\displaystyle P_{A}~dA={\frac {dN}{N_{T}}}={\frac {dg}{N_{T}\Phi }}\,\!}；
其中，{\displaystyle P_{A}\,\!}是變量{\displaystyle A\,\!}的分佈函數，{\displaystyle N_{T}\,\!}是總粒子數。
這表達式的積分是總機率，等於{\displaystyle 1\,\!} :
{\displaystyle \int _{A}P_{A}~dA=1\,\!}。
按照這些公式，波數的分佈函數可以表達為
{\displaystyle P_{k}~dk={\frac {fV}{2\pi ^{2}N_{T}}}\,{\frac {k^{2}}{\phi }}~dk\,\!}。
能量{\displaystyle E\,\!}的分佈函數是
{\displaystyle P_{E}~dE=P_{k}{\frac {dk}{dE}}~dE\,\!}。(2)
計算{\displaystyle P_{E}\,\!}以前，必須先知道波數與能量的關係方程式。

## 正質量粒子
對於正質量粒子，
{\displaystyle E={\frac {\hbar ^{2}k^{2}}{2m}}\,\!}，
{\displaystyle dE={\frac {\hbar ^{2}k}{m}}dk\,\!}；
其中，{\displaystyle \hbar \,\!}是約化普朗克常數，{\displaystyle m\,\!}是質量。
將{\displaystyle E\,\!}與{\displaystyle dE\,\!}的公式代入公式(2)，再稍加運算，可得到
{\displaystyle P_{E}~dE={\cfrac {2fV\beta ^{3/2}}{{\sqrt {\pi }}\,\Lambda ^{3}N_{T}}}~{\frac {E^{1/2}}{\Phi }}~dE\,\!}；(3)
其中，{\displaystyle \Lambda ={\sqrt {\frac {2\pi \hbar ^{2}\beta }{m}}}\,\!}是正質量粒子的熱波長或熱德布羅意波長（thermal de Broglie wavelength）。
熱波長是一個很重要的物理量。當熱波長接近粒子與粒子之間距離{\displaystyle (V/N)^{1/3}\,\!}時候，量子效應開始成為主導機制，氣體不能被視為馬克士威-玻茲曼氣體。

## 零質量粒子
對於零質量粒子，
{\displaystyle E=\hbar kc\,\!}，
{\displaystyle dE=\hbar c~dk\,\!}；
其中，{\displaystyle c\,\!}是光速。
將{\displaystyle E\,\!}與{\displaystyle dE\,\!}的公式代入公式(2)，再稍加運算，可得到
{\displaystyle P_{E}~dE={\frac {fV\beta ^{3}}{2\Lambda ^{3}N_{T}}}~{\frac {E^{2}}{\Phi }}~dE\,\!}；(4)
其中，{\displaystyle \Lambda =\pi ^{2/3}\,\hbar c\beta \,\!}是零質量粒子的熱波長。

## 範例

### 正質量馬克士威-玻茲曼粒子
對於這案例，
{\displaystyle \Phi =e^{\beta (E-\mu )}\,\!}。
積分公式(3)，粒子的能量在{\displaystyle E\,\!}與{\displaystyle E+dE\,\!}之間的機率，求算總機率：
{\displaystyle 1={\cfrac {2fV\beta ^{3/2}}{{\sqrt {\pi }}\,\Lambda ^{3}N_{T}}}~\int _{0}^{\infty }\,{\frac {E^{1/2}}{e^{\beta (E-\mu )}}}~dE={\cfrac {2fV\beta ^{3/2}}{{\sqrt {\pi }}\,\Lambda ^{3}N_{T}}}\,e^{\beta \mu }~\int _{0}^{\infty }\,{\frac {E^{1/2}}{e^{\beta E}}}~dE\,\!}。
注意到 
{\displaystyle \int _{0}^{\infty }\,{\frac {E^{1/2}}{e^{\beta E}}}~dE={\frac {1}{2\beta }}{\sqrt {\frac {\pi }{\beta }}}\,\!}。
代入總機率公式，可以得到
{\displaystyle 1={\cfrac {2fV\beta ^{3/2}}{{\sqrt {\pi }}\,\Lambda ^{3}N_{T}}}\,e^{\beta \mu }{\frac {1}{2\beta }}{\sqrt {\frac {\pi }{\beta }}}={\cfrac {fV}{\Lambda ^{3}N_{T}}}\,e^{\beta \mu }\,\!}。
所以，總粒子數為
{\displaystyle N_{T}={\cfrac {fV}{\Lambda ^{3}}}e^{\beta \mu }\,\!}。
能量分佈函數是
{\displaystyle P_{E}=2{\sqrt {\frac {\beta ^{3}E}{\pi }}}~e^{-\beta E}\,\!}，
這正是經典的馬克士威-玻茲曼分佈。

### 正質量費米-狄拉克粒子
金屬裏的電子可以被視為正質量費米-狄拉克粒子。對於這案例，
{\displaystyle \Phi =e^{\beta (E-\mu )}+1\,\!}。
積分公式(3)，粒子的能量在{\displaystyle E\,\!}與{\displaystyle E+dE\,\!}之間的機率，求算總機率：
{\displaystyle 1=\left({\frac {fV}{\Lambda ^{3}N_{T}}}\right)\left[-{\textrm {Li}}_{3/2}(-z)\right]\,\!}；
其中，{\displaystyle {\textrm {Li}}_{s}(z)\,\!}是多重對數（polylogarithm）。
所以，總粒子數為
{\displaystyle N_{T}=\left({\frac {fV}{\Lambda ^{3}}}\right)\left[-{\textrm {Li}}_{3/2}(-z)\right]\,\!}。

### 正質量玻色-愛因斯坦粒子
對於這案例：
{\displaystyle \Phi =e^{\beta (E-\mu )}-1\,\!}。
設定{\displaystyle z=e^{\beta \mu }\,\!}。積分公式(3)，粒子的能量在{\displaystyle E\,\!}與{\displaystyle E+dE\,\!}之間的機率，求算總機率：
{\displaystyle 1=\left({\frac {fV}{\Lambda ^{3}N_{T}}}\right){\textrm {Li}}_{3/2}(z)\,\!}；
其中，{\displaystyle {\textrm {Li}}_{s}(z)\,\!}是多重對數函數。
所以，總粒子數為
{\displaystyle N_{T}=\left({\frac {fV}{\Lambda ^{3}}}\right){\textrm {Li}}_{3/2}(z)\,\!}；(5)
多重對數函數必須永遠是正實數。隨著{\displaystyle z\,\!}從{\displaystyle 0\,\!}往{\displaystyle 1\,\!}增加，多重對數函數也從{\displaystyle 0\,\!}往{\displaystyle \zeta (3/2)\,\!}增加。隨著溫度往{\displaystyle 0\,\!}降低，{\displaystyle \Lambda \,\!}會越變越大，一直變到等於{\displaystyle \Lambda _{c}\,\!}。這時，{\displaystyle z=1\,\!}。並且，
{\displaystyle N_{T}=\left({\frac {fV}{\Lambda _{c}^{3}}}\right)\zeta (3/2)\,\!}；
其中，{\displaystyle \zeta (z)}是黎曼ζ函數。
{\displaystyle \Lambda \,\!}等於{\displaystyle \Lambda _{c}\,\!}的溫度稱為臨界溫度。當溫度低於臨界溫度時，公式(5)沒有解。臨界溫度是玻色-愛因斯坦凝聚開始形成的溫度。可是前面講述的連續近似，忽略了基態。還好，這並不是很嚴重的問題，公式(5)能夠相當正確地求算出的受激態玻色子的數量。因此，
{\displaystyle N_{T}={\frac {g_{0}z}{1-z}}+\left({\frac {fV}{\Lambda ^{3}}}\right){\textrm {Li}}_{3/2}(z)\,\!}。
這方程式右手邊添加的第一個項目是處於基態的粒子數量。這方程式在{\displaystyle 0K\,\!}仍舊成立。若想知道更多相關資訊，請參閱條目玻色氣體。

### 零質量玻色-愛因斯坦粒子
對於零質量玻色-愛因斯坦粒子案例，
{\displaystyle \Phi =e^{\beta (E-\mu )}-1\,\!}。
將{\displaystyle \Phi \,\!}代入公式(4)，為了方便計算，轉換為頻率的公式：
{\displaystyle P_{\nu }~d\nu ={\frac {fV\beta ^{3}}{2\Lambda ^{3}N_{T}}}{\frac {1}{2}}~{\frac {h^{3}\nu ^{2}}{e^{(h\nu -\mu )/kT}-1}}~d\nu \,\!}；(6)
其中，{\displaystyle \nu \,\!}是頻率，{\displaystyle h\,\!}是普朗克常數，{\displaystyle E=h\nu \,\!}。
積分公式(6)，粒子的頻率在{\displaystyle \nu \,\!}與{\displaystyle \nu +d\nu \,\!}之間的機率，求算總機率：
{\displaystyle 1={\frac {16\,\pi V}{c^{3}h^{3}\beta ^{3}N_{T}}}\,\mathrm {Li} _{3}\left(e^{\mu /kT}\right)\,\!}。
所以，總粒子數為
{\displaystyle N_{T}={\frac {16\,\pi V}{c^{3}h^{3}\beta ^{3}}}\,\mathrm {Li} _{3}\left(e^{\mu /kT}\right)\,\!}。
頻譜能量密度（每單位容積單位頻率的能量）{\displaystyle U_{\nu }\,\!}可以表達為
{\displaystyle U_{\nu }~d\nu =\left({\frac {N_{T}\,h\nu }{V}}\right)P_{\nu }~d\nu ={\frac {4\pi fh\nu ^{3}}{c^{3}}}~{\frac {1}{e^{(h\nu -\mu )/kT}-1}}~d\nu \,\!}。
在一個黑體盒子裏的光子氣體是一個零質量玻色-愛因斯坦粒子。在這盒子裏，光子不停的被盒壁發射出來與吸收回去，是一個光子數量不守恆的案例。對於這案例，必須除去光子數量的約束。這造成了化學勢{\displaystyle \mu =0\,\!}。由於光子有兩個自旋態，{\displaystyle f=2\,\!}。代入{\displaystyle \mu \,\!}與{\displaystyle f\,\!}這兩個變數的值，頻譜能量密度是
{\displaystyle U_{\nu }={\frac {8\pi h\nu ^{3}}{c^{3}}}~{\frac {1}{e^{h\nu /kT}-1}}\,\!}。
這正是普朗克黑體輻射定律的頻譜能量密度。
熱容量的德拜模型（Debye model）是另外一種零質量玻色子氣體。德拜模型設想，在盒子內的一群聲子組成的氣體。德拜模型與普朗克模型的主要有兩點不同。第一點是聲子的速度小於光速，且有三個自由度(兩個橫波及一個縱波),第二點是盒子的每一個坐標軸的波長不能超過某最大值。所以，在相空間的積分不能積到無窮大。求得的結果不是以多重對數來表達，而是以德拜函數（Debye function）來表達。

## 參閱
- 費米氣體
- 黑體輻射
- 白矮星
- 中子星
- 全同粒子